# Die junge Witwe

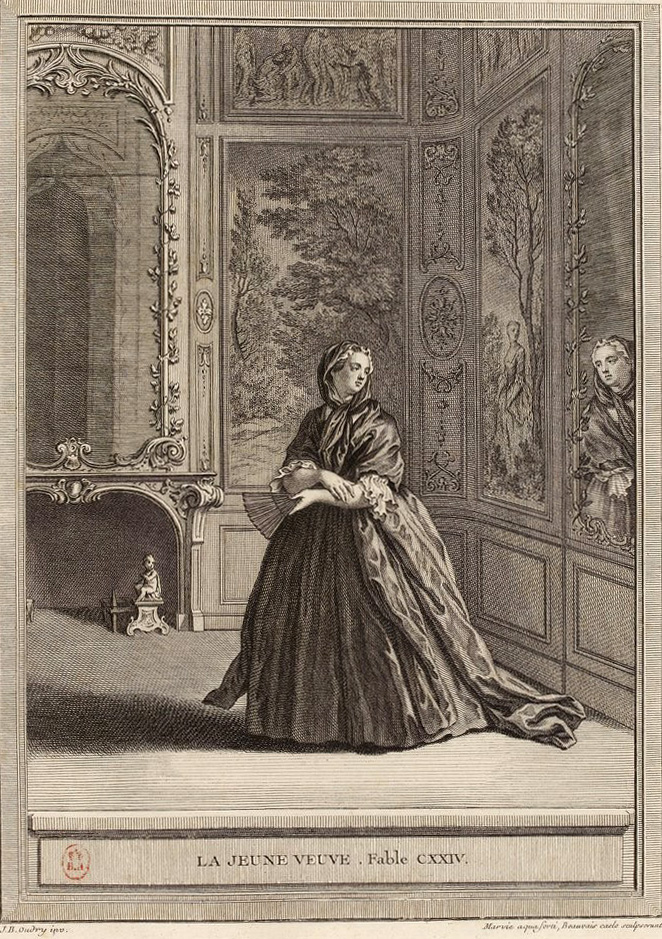
La Jeune Veuve (Kupferstich nach einer Zeichnung von Jean-Baptiste Oudry)

Die junge Witwe (französisch La Jeune Veuve) ist die 21. Fabel im sechsten Buch der Fabelsammlung des französischen Dichters Jean de La Fontaine. Sie ist die letzte Fabel und eine der liebenswertesten in der Sammlung. Von einigen Kritikern wird La Jeune Veuve nicht als Fabel, sondern als Conte eingeordnet. Sie wurde 1668 erstmals veröffentlicht.
Die Erzählung handelt von einer jungen Witwe, die untröstlich über den Tod ihres Mannes ist, ihrem Vater aber nicht glaubt, dass die Zeit kommen wird, wo sie wieder Freude am Leben haben und einen andern Ehemann finden wird. Der Vater lässt ihr Zeit und beobachtet über die Monate, wie seine Tochter nach und nach lebensfroher wird. Nach einem Jahr der Trauer, fragt sie ihren Vater: Wo ist der junge Ehemann, den du mir versprochen hast? (französisch: Où donc est le jeune mari, Que vous m’avez promis?)

## Analyse
La Fontaine arbeitet den Topos „die Zeit als Heilerin“ auf der Grundlage einer Fabel von Abstemius aus. Die antifeministische Haltung in „Die junge Witwe“ gehört zu einer langen literarischen Tradition in mittelalterlichen Farcen und Fabliaux sowie in satirischen und komischen Werken. Sie beruht auf der Prämisse, dass die Frauen von ihren Emotionen und Instinkten beherrscht werden, während die Männer mit den rationalen Fähigkeiten ausgestattet sind. Die vollständige Umkehrung dieser Haltung in La Fontaines Fabel ist typisch für ihn. Er hätte sich über die Witwe lustig machen können, wie in dem Conte „La Matrone d’Ephèse“ (ebenfalls eine leicht zu tröstende Witwe), aber die Umstände und der Ton sind sehr unterschiedlich. Die Fabel wirkt hier in ihrer Zartheit und Leichtigkeit unendlich überlegen. Doch La Fontaine behandelt die Trauer der jungen Witwe ironisch – in einem anderen Kontext hätte ihr Kummer bewegend sein können, hier scheint er jedoch übertrieben und erzeugt einen komischen Effekt: La perte d’un Époux ne va point sans soupirs,/ On fait beaucoup de bruit, et puis on se console (deutsch: Der Verlust eines Bräutigams ist nicht ohne Seufzer,/ Wir machen viel Lärm und trösten uns dann./ Auf den Flügeln der Zeit fliegt die Traurigkeit davon). Im Gegensatz zu den Exzessen der Tochter, wird der Vater als homme prudent et sage (deutsch: umsichtiger und weiser Mann) dargestellt.
Mit der Bitte des Vaters, ihr einen neuen Ehemann vorschlagen zu dürfen, bestehen Parallelen zu La Fontaines Fabeln in anderen Genres (zum Beispiel Les Amours de Psyché). In seiner Fabel Die Zwietracht wird der unfügsamen Frau ein neuer Platz (in der Ehe) gesucht. Sowohl die Witwe als auch die Zwietracht hätten die Möglichkeit, in eine „andere Welt“ (in ein Kloster) zu gehen, tun es aber nicht, sondern jede wird – auf unterschiedliche Weise – eine Ehe eingehen.